# Gran Premio del Messico 1966
Il Gran Premio del Messico 1966 fu una gara di Formula 1, disputatasi il 23 ottobre 1966 sull'Autodromo Hermanos Rodríguez. Fu la nona ed ultima prova del mondiale 1966 e vide la vittoria di John Surtees su Cooper-Maserati, seguito da Jack Brabham e da Denny Hulme.

## Qualifiche
| Pos | N. | Pilota          | Costruttore            | Scuderia                    | Tempo   | Distacco |
| --- | -- | --------------- | ---------------------- | --------------------------- | ------- | -------- |
| 1   | 7  | John Surtees    | Cooper T81-Maserati    | Cooper Car Company          | 1:53.18 | -        |
| 2   | 1  | Jim Clark       | Lotus 43 -BRM          | Team Lotus                  | 1:53.50 | +0.32    |
| 3   | 12 | Richie Ginther  | Honda RA273            | Honda R&D Company           | 1:53.56 | +0.38    |
| 4   | 5  | Jack Brabham    | Brabham BT20-Repco     | Brabham Racing Organisation | 1:53.95 | +0.77    |
| 5   | 8  | Jochen Rindt    | Cooper T81-Maserati    | Cooper Car Company          | 1:54.19 | +1.01    |
| 6   | 6  | Denny Hulme     | Brabham BT20-Repco     | Brabham Racing Organisation | 1:54.21 | +1.03    |
| 7   | 3  | Graham Hill     | BRM P83                | Owen Racing Organisation    | 1:54.61 | +1.43    |
| 8   | 11 | Pedro Rodríguez | Lotus 33 -BRM 2L       | Team Lotus                  | 1:54.78 | +1.60    |
| 9   | 15 | Dan Gurney      | Eagle T1F-Climax 2,7 L | Anglo American Racers       | 1:54.93 | +1.75    |
| 10  | 4  | Jackie Stewart  | BRM P83                | Owen Racing Organisation    | 1:55.90 | +2.72    |
| 11  | 18 | Mike Spence     | Lotus 25 -BRM          | Reg Parnell Racing          | 1:55.98 | +2.80    |
| 12  | 19 | Jo Siffert      | Cooper T81-Maserati    | RRC Walker Racing Team      | 1:55.99 | +2.81    |
| 13  | 22 | Jo Bonnier      | Cooper T81-Maserati    | Joakim Bonnier Racing Team  | 1:56.49 | +3.31    |
| 14  | 14 | Ronnie Bucknum  | Honda RA273            | Honda R&D Company           | 1:56.59 | +3.41    |
| 15  | 17 | Bruce McLaren   | McLaren M2B-Ford       | Bruce McLaren Motor Racing  | 1:56.84 | +3.66    |
| 16  | 9  | Moisés Solana   | Cooper T81-Maserati    | Cooper Car Company          | 1:57.44 | +4.26    |
| 17  | 10 | Innes Ireland   | BRM P261 V8 2L         | Bernard White Racing        | 1:57.46 | +4.28    |
| 18  | 2  | Peter Arundell  | Lotus 33-BRM 2L        | Team Lotus                  | 2:00.79 | +7.61    |
| 19  | 16 | Bob Bondurant   | Eagle T1G-Weslake      | Anglo American Racers       | 2:02.88 | +9.70    |

## Gara
| Pos | N. | Pilota          | Costruttore/Motore     | Giri | Tempo/Ritiro     | Griglia | Punti |
| --- | -- | --------------- | ---------------------- | ---- | ---------------- | ------- | ----- |
| 1   | 7  | John Surtees    | Cooper T81-Maserati    | 65   | 2:06:35.34       | 1       | 9     |
| 2   | 5  | Jack Brabham    | Brabham BT20-Repco     | 65   | + 7.88           | 4       | 6     |
| 3   | 6  | Denny Hulme     | Brabham BT20-Repco     | 64   | + 1 Giro         | 6       | 4     |
| 4   | 12 | Richie Ginther  | Honda RA273            | 64   | + 1 Giro         | 3       | 3     |
| 5   | 15 | Dan Gurney      | Eagle T1F-Climax 2,7 L | 64   | + 1 Giro         | 9       | 2     |
| 6   | 22 | Jo Bonnier      | Cooper T81-Maserati    | 63   | + 2 Giri         | 13      | 1     |
| 7   | 2  | Peter Arundell  | Lotus 33-BRM 2L        | 61   | + 4 Giri         | 18      |       |
| 8   | 14 | Ronnie Bucknum  | Honda RA273            | 60   | + 5 Giri         | 14      |       |
| Ret | 11 | Pedro Rodríguez | Lotus 33 -BRM 2L       | 49   | Differenziale    | 8       |       |
| Ret | 17 | Bruce McLaren   | McLaren M2B-Ford       | 40   | Motore           | 15      |       |
| Ret | 19 | Jo Siffert      | Cooper T81-Maserati    | 33   | Sospensioni      | 12      |       |
| Ret | 8  | Jochen Rindt    | Cooper T81-Maserati    | 32   | Sospensioni      | 5       |       |
| Ret | 10 | Innes Ireland   | BRM P261 V8 2L         | 28   | Trasmissione     | 17      |       |
| Ret | 4  | Jackie Stewart  | BRM P83                | 26   | Perdita olio     | 10      |       |
| Ret | 16 | Bob Bondurant   | Eagle T1G-Weslake      | 24   | Sistema benzina  | 19      |       |
| Ret | 3  | Graham Hill     | BRM P83                | 18   | Motore           | 7       |       |
| Ret | 1  | Jim Clark       | Lotus 43 -BRM          | 9    | Cambio           | 2       |       |
| Ret | 9  | Moisés Solana   | Cooper T81-Maserati    | 9    | Surriscaldamento | 16      |       |
| DNS | 18 | Mike Spence     | Lotus 25 -BRM          |      |                  | 11      |       |

## Statistiche

### Piloti
- 5ª vittoria per John Surtees
- 3º e ultimo giro più veloce per Richie Ginther
- 50º e ultimo Gran Premio per Innes Ireland
- Ultimo Gran Premio per Peter Arundell, Ronnie Bucknum e Bob Bondurant

### Costruttori
- 15° vittoria per la Cooper
- 11ª e ultima pole position per la Cooper
- 1º giro più veloce per la Honda

### Motori
- 10° vittoria per il motore Maserati
- 11ª e ultima pole position per il motore Maserati
- 1º giro più veloce per il motore Honda

### Giri al comando
- Richie Ginther (1)
- Jack Brabham (2-5)
- John Surtees (6-65)

## Classifiche Mondiali

### Piloti
| Pos | Pilota              | Punti   |
| --- | ------------------- | ------- |
| 1   | Jack Brabham        | 42 (45) |
| 2   | John Surtees        | 28      |
| 3   | Jochen Rindt        | 22 (24) |
| 4   | Denny Hulme         | 18      |
| 5   | Graham Hill         | 17      |
| 6   | Jim Clark           | 16      |
| 7   | Jackie Stewart      | 14      |
| 8   | Lorenzo Bandini     | 12      |
|     | Mike Parkes         | 12      |
| 10  | Ludovico Scarfiotti | 9       |
| 11  | Richie Ginther      | 5       |
| 12  | Mike Spence         | 4       |
|     | Dan Gurney          | 4       |
| 14  | Bob Bondurant       | 3       |
|     | Bruce McLaren       | 3       |
|     | Jo Siffert          | 3       |
| 17  | John Taylor         | 1       |
|     | Bob Anderson        | 1       |
|     | Peter Arundell      | 1       |
|     | Jo Bonnier          | 1       |

### Costruttori
| Pos | Costruttore         | Punti   |
| --- | ------------------- | ------- |
| 1   | Brabham-Repco       | 42 (49) |
| 2   | Ferrari             | 31 (32) |
| 3   | Cooper-Maserati     | 30 (35) |
| 4   | BRM                 | 22      |
| 5   | Lotus-BRM           | 13      |
| 6   | Lotus-Climax        | 8       |
| 7   | Eagle-Climax        | 4       |
| 8   | Honda               | 3       |
| 9   | McLaren-Ford        | 2       |
| 10  | Brabham-BRM         | 1       |
|     | Brabham-Climax      | 1       |
|     | McLaren-Serenissima | 1       |